# Липовка (Мамоновский городской округ)
Липовка — поселок в составе муниципального образования Мамоновского городского округа Калининградской области.

## География
Посёлок Липовка расположен на юго-западе области, в 4,5 км к востоку от города Мамонова, на левобережье реки под названием Витушка. В 2,5 км к югу от посёлка проходит российско-польская граница.

## История
Современный посёлок Липовка складывался из трёх бывших немецких населенных пунктов: 1) Грюнвальде (нем. Grünwalde), 2) Галлинген (нем. Gallingen) — до 1820 года Петеркайме, 3) Розоккен (нем. Rosocken) — ныне обезлюдевшая часть на территории Багратионовского городского округа.
Грюнвальде было основано на южном берегу реки Лавта (ныне река Витушка) в 1 км юго-восточнее прусского святилища, которое тевтонцы называли Латайнерберг. До наших дней сохранился шестиметровый насыпной вал, ограждающий площадку святилища с востока. Населенный пункт впервые упоминается в документальных источниках в 1437 году. 11 июня 1874 года деревушка была включена в состав вновь образованного уезда (Amtsbezirk) Вальтерсдорф (ныне на территории Польши).
В 1910 году в Грюнвальде проживали 229 человек, в 1933 году — 232 человека, в 1939 году — 228 человек.
Населенный пункт Петеркайме впервые упоминается в 1429 году, с 1455 года — под названием Петеркен, до 1785 года был переименован в Петеркайм, после 1820 года населенный пункт известен как Галлинген. В 1874 году включён в состав уезда Дойч Тирау (исчезнувший поселок Иванцово), в 1910 году в нем проживали 32 человека.
30 сентября 1928 года деревни Галлинген, Малендорф (ныне не существует) и Розоккен были объединены в новую сельскую общину.
В 1933 году население Галлингена составило 150 жителей, в 1939 году — 163 жителя.
Как Розукен впервые упоминается в 1412 году, до 1785 года стал называться Розоккен. В 1874 году населённый пункт вошел в состав уезда Дойч Тирау. В 1910 году в Розоккене проживали 37 человек. 30 сентября 1928 года Розоккен вошел в состав сельской общины Галлинген.
Грюнвальде относился к церковному приходу Хайлигенбайль, Галлинген и Розоккен — к приходу Дойч Тирау.
В годы Второй Мировой войны населённые пункты были местом ожесточенных боев между Красной армией и немецко-фашистскими войсками, неоднократного переходили из рук в руки.
19 марта 1945 года населенный пункт Грюнвальде был взят советскими войсками.
По итогам Второй Мировой войны северная часть Восточной Пруссии (ныне Калининградская область) была передана в состав СССР, в том числе населённые пункты Грюнвальде, Галлинген, Розоккен, впоследствии объединённые в посёлок Липовку.

## Население
| 2002 | 2010 |
| ---- | ---- |
| 23   | ↘18  |

## Интересные факты
По одной из гипотез, близ современной Липовки (в тевтонский период — Грюнвальде) в Средние века могло располагаться древнее прусское святилище Ромове.